# 대한민국 공군본부
공군본부(空軍本部, Republic of Korea Air Force Headquarters, 약칭: 공본)는 대한민국 공군을 총괄하는 기구이다. 1948년 10월 1일 발족하였으며, 충청남도 계룡시에 위치하고 있다. 기관장은 대장급 공군군인으로 보한다.

## 설치 근거 및 소관 업무

### 설치 근거
- 국군조직법 제14조제1항
- 공군본부 직제 제2조

### 소관 업무
- 공군의 정책, 군사력 건설의 소요(所要) 제기, 공군의 편성, 교육·훈련, 인사, 군수, 동원, 예비군, 작전지원 및 그 밖에 공군의 운영에 관한 사항

## 연혁
- 1948년 5월 5일: 조선국방경비대 항공기지부대[1]창설.
- 1949년 10월 1일: 공군본부 창설.

## 조직
- 총장 소속기관은 특별참모부로, 차장 소속기관은 일반참모부로 구별한다.

### 총장
비서실
감찰실
공보정훈실
법무실
의무실
군종실
시설실

### 차장
기획관리참모부
인사참모부
정보작전지원참모부
군수참모부
정보화기획실

### 직할 부대
- 공군군수사령부
- 공군교육사령부
- 공군작전사령부
- 공군사관학교

항공의료원

## 같이 보기
- 공군참모총장
- 공군참모차장